# Greta Kastman
Maria Margareta ("Greta") Kastman, född 15 juni 1901 i Ovansjö socken, död 13 december 1993 i Stockholm, var en svensk skolköksinspetris.
Greta Kastman examinerades från Ateneums skolköksseminarium 1921, var lärarinna där 1921–1940 och föreståndarinna 1940–1948, skolkökslärarinna vid Ateneum för flickor 1921–1939 och vid Norra kommunala mellanskolan i Stockholm 1939–1943, lärarinna vid Statens skolköksseminarium 1944–1946 och skolköksinspektris från 1946. Hon var styrelseordförande i Svenska skolkökslärarinnornas förening.